# 鎮岑郡

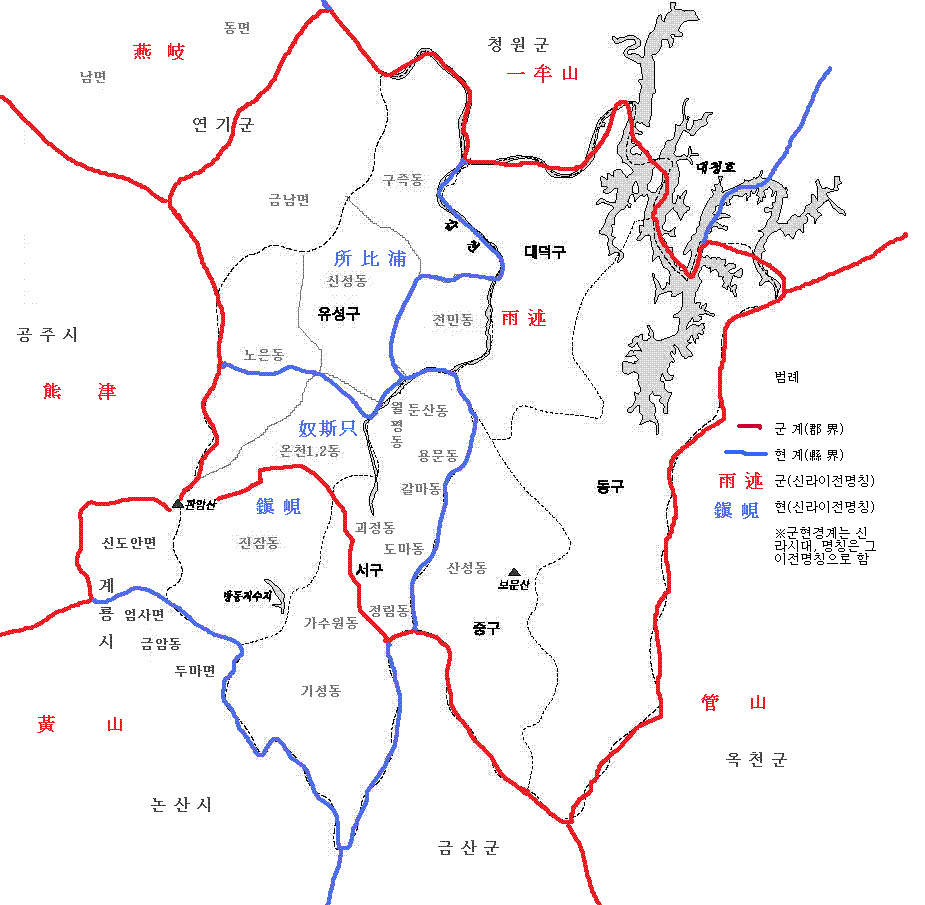
古代大田概略図

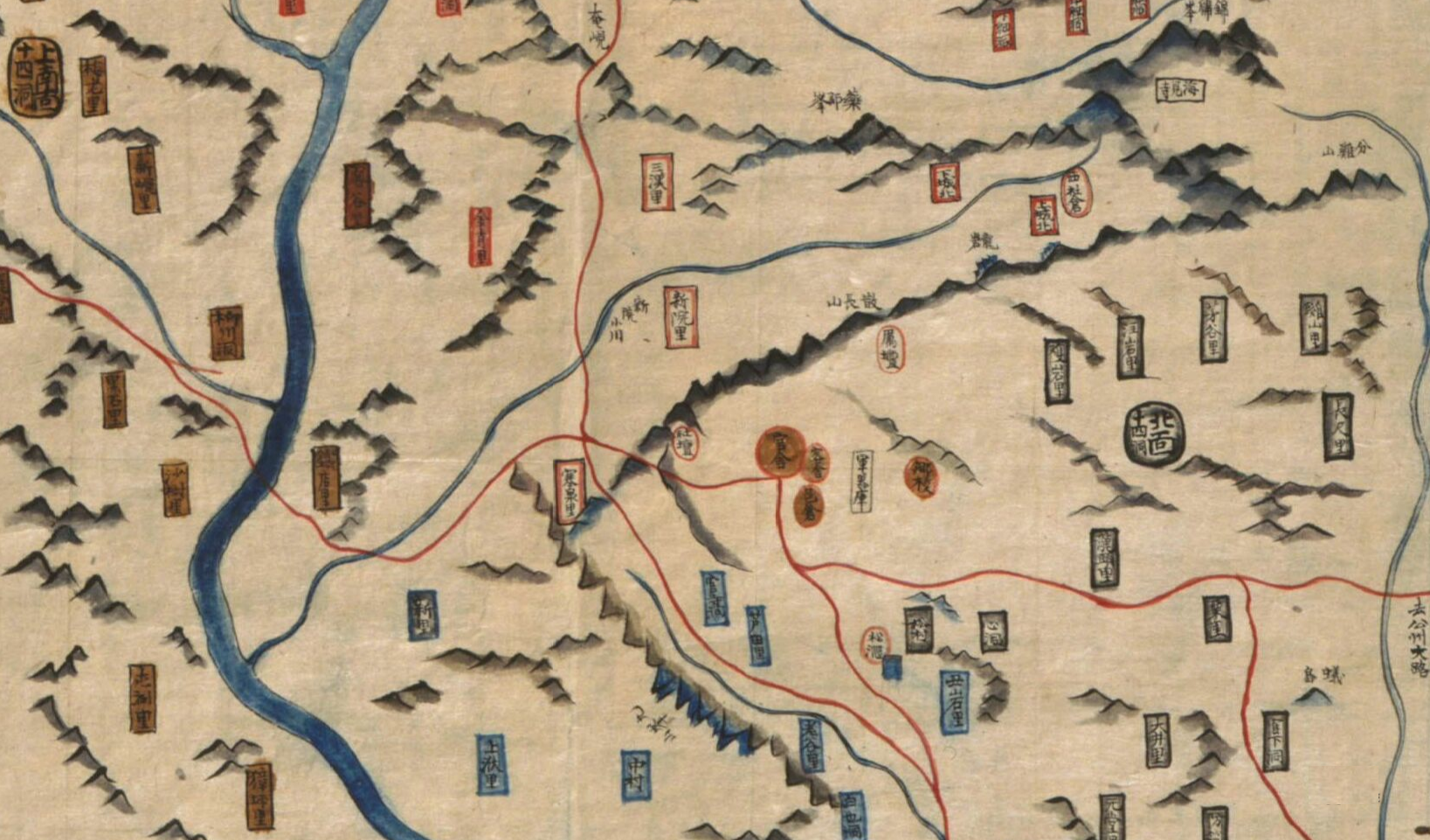
1872年頃ジンジャム県付近の道

鎮岑郡（韓国語表記：진잠군）は、大田広域市儒城区鎮岑洞と西区関雎洞・佳水院洞を中心に大田広域市の西南部一帯にあった昔の行政区域である。朝鮮時代には忠清道公州牧儒城県に属しており、高宗32年（1895年）には鎭岑郡に改編され、1914年に他郡と合併され大田郡となった。

## 概要
鎮岑の岑は小さいそびえ立つ山を意味するが、九峰山の岩峰を意味する。 鎮岑郡は朝鮮時代、懐徳県と儒城県と公州牧に属しており、高宗32年（1895年）の地方行政制度の改編で鎮岑郡に名前を変えた。現在、鎮岑小学校の近くに鎮岑県官衙跡があったと推定される。

## 歴史
- 元内洞と細洞一帯に先史時代の人類の居住跡が発見された。大井洞では青銅器時代の遺跡が確認された。
- 馬韓時代に新臣釁国があった。温祚王・多婁王の代には百済の領土に併合された。その後もしばらく百済が対外的に馬韓を名乗って馬韓の体制を存続して百済の支配下で小国体制が続いていた。
- 百済時代、鎮岑洞に鎮峴縣が設置された。
- 660年 - 百済が滅びて新羅の領土に編入された。しかし、百済復興軍は鶏龍山の東に位置する鎮峴城を拠点に抵抗したが、唐の劉仁願と劉仁軌によって鬼室福信などが降伏することにより、最後を迎えた。鎮峴城は東・西・北側が二馬川に囲まれた黒石洞と龍村洞に跨がって位置する山城である。
- 757年（景徳王16年）の行政体制改編で鎮嶺県に改名され、黄山郡の属県となった。
- 高麗時代には鎭岑県に改名された。この時期から鎭岑という名称が使用された。鷄山洞に高麗青磁陶窯址が運営された。
- 1895年 - 23府制の施行により行政区域が再編され、県制度が廃止されたため、郡に昇格されて公州府管轄の鎭岑郡になった。翌年忠清道が南北に分割された形で復活して忠清南道に編入された。
- 日本植民地時代の1914年、郡面統合により大田郡に合併されて鎭岑面と杞城面に再編された。現在の鎭岑洞と鶏龍市新都案面は鎭岑面となった。杞城洞・佳水院洞・関雎洞一帯は杞城面となった。